# 塞瓦斯托波爾國際機場
塞瓦斯托波爾國際機場（烏克蘭語：Міжнародний аеропорт "Бельбек"）是一座位於乌克兰克里米亞塞瓦斯托波爾市的機場（克里米亚半岛自2014年3月起在俄罗斯联邦实际控制下）。

## 歷史
機場在1941年6月建成，當時是在第二次世界大戰中的第一年。在戰事中，此機場是用於駐守軍用戰鬥機航空隊。跑道地面不是硬地，在戰事後才鋪上混凝土。在二戰後，機場仍然用作軍用。直至80年代後期，米哈伊爾·戈爾巴喬夫統治下，機場便開始改變成為民用。
機場原本的名稱是以機場鄰近的別利別克河命名。機場位於塞瓦斯托波爾北部的納希莫夫區。
截至2002年7月，機場是屬於軍民用兩機場。在2002年12月，機場便開始設立國際航線。在2002年至2007年間，機場共提供了2,500班航班，運載25,000名乘客。
在2007年，機場的民用部分停止。可是在2009年春季，機場又宣布有航線將會設立目的地在此，但過了一陣子，那航線亦未開始服務。
直至現在，機場的軍用部分還是運作，此部分用作駐守軍機。在1996年，機場內的Su-15攔截機被蘇-27戰鬥機取代，而現時在機場內有第204戰術航空大隊是（米格-29戰鬥機）。

## 跑道
機場的跑道是長3007米，闊48米，屬B級跑道，供任何飛機升降。最大飛機起飛重量是無限。覆蓋物的類別為34/R/A/X/T。而機場的兩個跑道方向則份屬065°及245°。跑道燈光是使用"Luch-2MU。

## 運輸
機場距離：
- 塞瓦斯托波爾—塞瓦斯托波爾/雅爾塔公路的交匯處2.5公里
- 塞瓦斯托波爾城市南部20公里
- Zaharova廣場（城市北部）9公里
- 辛菲羅波爾50公里
- 雅爾塔110公里

要前往機場，可以在塞瓦斯托波爾城市中心乘坐小艇橫過塞瓦斯托波爾灣至Grafskaya港，再在Zaharova廣場乘坐36號巴士，在塞瓦斯托波爾國際機場站下車，小艇與巴士的收費為2.5和5烏克蘭格里夫納。巴士路程需時40-50公鐘。塞瓦斯托波爾城市計畫建造鐵路前往此機場。

## 航空公司與目的地
| 航空公司   | 目的地                           |
| ---------- | -------------------------------- |
| 第聂伯航空 | 基輔—鮑里斯波爾、莫斯科—伏努科沃 |

## 外部連結
- （页面存档备份，存于）
- http://www.aviapages.ru/airports/73319481049443954.shtml （页面存档备份，存于）